# Junior Eurovision Song Contest 2020
La diciottesima edizione del Junior Eurovision Song Contest si è svolta il 29 novembre 2020 presso il TVP Studio 5 di Varsavia, in Polonia, che diventa così la prima nazione a ospitare l'evento per due occasioni consecutive.
Il concorso si è articolato in un'unica finale condotta da Ida Nowakowska, Rafał Brzozowski e Małgorzata Tomaszewska, ed è stato trasmesso in 15 paesi. La durata totale del concorso è stata di 2 ore.
È stata anche la prima manifestazione targata UER ad avere Martin Österdahl come supervisore esecutivo, succedendo a Jon Ola Sand subito dopo lo speciale Eurovision: Europe Shine a Light.
In questa edizione, dopo anni di partecipazioni mancate, ha debuttato la Germania, diventando anche l'ultimo membro dei Big Five dell'Eurovision Song Contest a prendere parte alla manifestazione, mentre l'Albania, l'Australia, il Galles, l'Irlanda, l'Italia, la Macedonia del Nord e il Portogallo hanno annunciato il proprio ritiro per complicazioni dovute alla pandemia di COVID-19. Successivamente anche l'Armenia ha annunciato il proprio ritiro citando principalmente le leggi marziali attuate durante la guerra del Nagorno Karabakh.
A causa dei molteplici ritiri il numero dei partecipanti si è fissato a 12, eguagliando i partecipanti delle edizioni del 2012 e del 2013.
La vincitrice è stata Valentina per la Francia con J'imagine.

## Organizzazione

### Candidature
- Polonia: a seguito della seconda vittoria consecutiva a Gliwice, TVP ha annunciato durante la conferenza stampa finale del Junior Eurovision Song Contest 2019 la sua candidatura per ospitare nuovamente l'evento nel 2020.[5] Tuttavia qualche settimana dopo Jacek Kurski, il direttore di TVP, ha confessato di temere una mancanza di supporto da parte dell'UER per un'eventuale seconda organizzazione, oltre qualche possibile critica da parte delle altre emittenti partecipanti, dichiarando che "i polacchi non necessitano più di dimostrare che sanno fare un grande spettacolo".[6] Successivamente è stato annunciato che la città di Cracovia ha presentato ufficialmente la propria candidatura interna per ospitare nuovamente il concorso in terra polacca.[7] Il 5 marzo 2020, l'UER ha confermato che sarà nuovamente la Polonia, con l'emittente nazionale TVP, a ospitare la manifestazione.[1]
- Kazakistan: nonostante sia un'emittente associata all'UER, e pertanto esclusa a priori nell'ospitare eventi in Eurovisione, Khabar Agency ha studiato la possibilità di ospitare il concorso. Avanzarono la candidatura già nel 2019, proponendo di anticipare l'evento verso il mese d'ottobre per via delle condizioni climatiche della capitale Nur-Sultan.[8] Tuttavia il 5 dicembre 2019, l'UER ha ribadito l'impossibilità della candidatura per le emittenti associate, rigettando di fatto quella kazaka.[9]
- Spagna: l'emittente RTVE ha annunciato che in caso di vittoria del paese nella manifestazione avrebbero avanzato la loro candidatura per ospitare l'evento nel 2020.[10] Tuttavia, a seguito della vittoria mancata del paese iberico, l'emittente ha ritirato ufficialmente la candidatura, confermando però di riprendere in considerazione la proposta in futuro unicamente in caso di vittoria nella manifestazione.[11]

### Scelta della sede

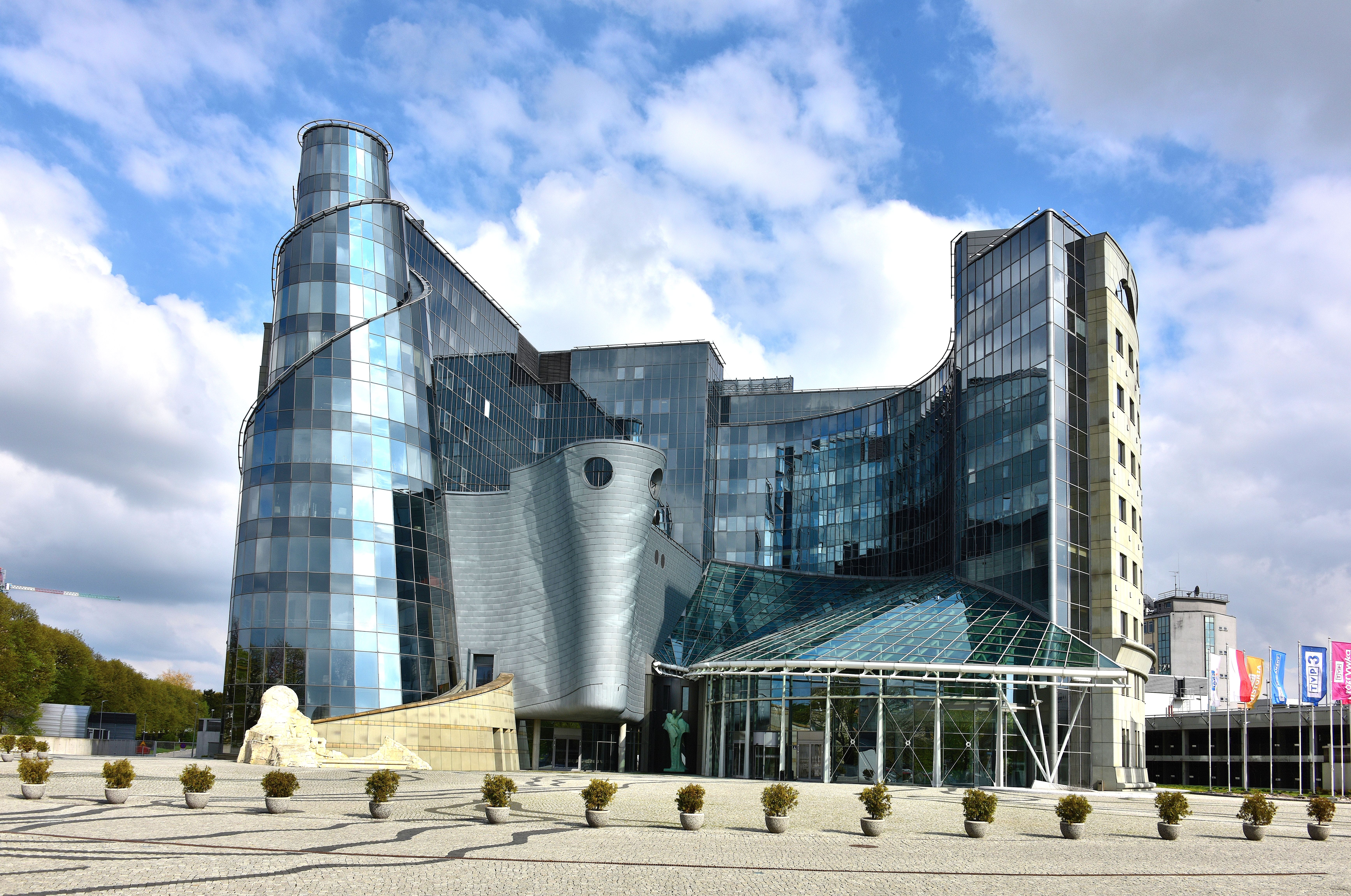
Sede generale di TVP, sede del Junior Eurovision Song Contest 2020.

Successivamente all'annuncio della Polonia come nazione ospitante, la città di Cracovia si è candidata per ospitare la manifestazione.
Il 16 maggio 2020, Viki Gabor durante la trasmissione Eurovision: Europe Shine a Light ha annunciato che la città di Varsavia avrebbe ospitato l'evento.
Nell'edizione precedente la città era stata esclusa dalla gara d'appalto, in quanto non ha un luogo adatto per ospitare un evento di tali dimensioni. Infatti quest'edizione si è svolta in uno studio televisivo nella capitale polacca. L'UER ha spiegato che la scelta di non svolgere l'evento in un'arena è dovuta all'impatto causato dalla pandemia di COVID-19, che ha già precedentemente causato la cancellazione della versione per adulti, e quindi per questo motivo è stato deciso di svolgere l'evento in una sede più ristretta per la salvaguardia dei giovani artisti.
Il 10 giugno 2020, vengono annunciati i due potenziali studi televisivi in corsa per ospitare l'evento, entrambi con una capienza di circa 1 500 m². Entrambi gli studi sono stati utilizzati da TVP per la produzione su larga scala di talent show e spettacoli musicali.
Alla fine, il 7 ottobre 2020, il conduttore Rafał Brzozowski ha annunciato che l'evento si sarebbe svolto all'interno dello Studio 5 presso la sede generale di TVP. In questo studio, in passato sono state organizzate molte selezioni nazionali per l'Eurovision Song Contest.
| Città    | Sede              | Capacità | Note |
| -------- | ----------------- | -------- | --- |
| Cracovia | Kraków Arena      | 20 400   | Ha ospitato il campionato mondiale maschile di pallavolo 2014 e il campionato europeo maschile di pallamano 2016 |
| Varsavia | ATM Studio        | 1 300    | In questo studio vengono registrati i programmi Bitwa na Głosy e The Voice of Poland                             |
| Varsavia | Transcolor Studio | –        | Possiede una capacità di sollevamento fino a 70 tonnellate                                                       |
| Varsavia | TVP Studio 5      | –        | In questo studio sono state organizzate molte selezioni nazionali per l'Eurovision Song Contest                  |

### Logo e slogan
Il 16 maggio 2020, durante la trasmissione Eurovision: Europe Shine a Light, è stato reso noto lo slogan e il logo di questa edizione.
Lo slogan di questa edizione è Move The World, mentre il logo rappresenta una grande sfera che richiama il globo terrestre, composto da tanti fili di luci.
Maciej Łopiński, portavoce di TVP, ha spiegato che l'ideazione del logo è stata sviluppata per rappresentare i valori dell'unità, di umanità e di cooperazione tra paesi europei durante il periodo della pandemia globale.

### Presentatori
Il 7 ottobre 2020 sono stati annunciati i presentatori di questa edizione: Ida Nowakowska, Rafał Brzozowski e Małgorzata Tomaszewska.
- Ida Nowakowska è un'attrice e ballerina polacca che ha recitato in pellicole come Bandit e Out of Reach. Inoltre è la conduttrice della versione polacca di The Voice Kids e della versione polacca di Junior Bake Off ed è stata anche giudice dell'edizione polacca di Dance Dance Dance. Ritorna a coprire il ruolo di presentatrice della manifestazione, dopo aver condotto anche l'edizione precedente.
- Rafał Brzozowski è un cantante e presentatore polacco. Ha preso parte a molti programmi musicali su TVP, prima di raggiungere la fama nazionale nel 2011. Nel 2017, ha preso parte alla selezione nazionale polacca per l'Eurovision Song Contest 2017 classificandosi secondo con Sky Over Europe.
- Małgorzata Tomaszewska è una presentatrice televisiva polacca. Laureata in psicologia, ha iniziato la sua carriera nel settore televisivo come presentatrice sportiva. A partire dal 2019, è co-conduttrice del rotocalco Question for Breakfast ed è anche conduttrice di The Voice of Poland.

Il 14 novembre 2020, invece, è stato annunciato il presentatore della cerimonia d'apertura: Mateusz Szymkowiak.
- Mateusz Szymkowiak è un giornalista e presentatore polacco. Ha co-condotto la prima edizione della versione polacca di The Voice ed è stato il portavoce della giuria polacca all'Eurovision Song Contest nel 2018 e 2019. Lavora per l'emittente pubblica polacca TVP come parte dello spettacolo mattutino più popolare del paese Pytanie na śniadanie. Ritorna a coprire il ruolo di presentatore della cerimonia d'apertura, dopo aver condotto anche l'edizione precedente.

### Sistema di voto
Come nelle edizioni precedenti, è stato utilizzato il televoto online per decretare il vincitore. Il televoto online è stato diviso in due fasi:
- la prima fase di votazione è partita il 27 novembre a partire dalle 20:00 fino 29 novembre, in cui il pubblico ha potuto votare le loro 3 canzoni preferite, tra cui quella del proprio paese, dietro una visione obbligatoria di un recap generale di tutte le canzoni in gara e una visione facoltativa di un minuto di prove tecniche;
- la seconda fase della votazione, sempre online, è durata 15 minuti ed è partita dal momento in cui l'ultima canzone in gara è stata ascoltata, come in un classico televoto.

Queste due fasi hanno inciso per il 50% nella composizione della classifica finale, sommata alla classifica delle giurie nazionali.

### Esibizioni pre-registrate
L'8 settembre 2020 l'UER ha comunicato che questa edizione del concorso si sarebbe tenuta a distanza, con ogni artista che si sarebbe esibito da uno studio televisivo direttamente dal proprio paese di origine.
Per mantenere un senso di fluidità, correttezza e sicurezza, i paesi partecipanti si sono impegnati a prendere parte alla manifestazione con condizioni eque, come l'utilizzo di uno scenario e risorse tecniche simili. Mentre l'apertura, gli Interval Act e la votazione finale sono stati trasmessi in diretta da Varsavia.

## Stati partecipanti

Stati partecipanti
Stati che hanno partecipato in passato ma non nel 2020

Stati partecipanti
     Stati che hanno partecipato in passato ma non nel 2020
| Stato                   | Artista             | Brano               | Lingua             | Processo di selezione                                                 |
| ----------------------- | ------------------- | ------------------- | ------------------ | --------------------------------------------------------------------- |
| Bielorussia             | Arina Pechtereva    | Aliens              | Russo, inglese     | Interno, 8 ottobre 2020                                               |
| Francia                 | Valentina           | J'imagine           | Francese           | Interno, 9 ottobre 2020 per l'artista; 16 ottobre 2020 per il brano   |
| Georgia                 | Sandra Gadelia      | You Are Not Alone   | Georgiano, inglese | Ranina 2020, 13 novembre 2020                                         |
| Germania                | Susan               | Stronger with You   | Tedesco, inglese   | Dein Song für Warschau, 2 settembre 2020                              |
| Kazakistan              | Qaraqat Başanova    | Forever             | Kazako, inglese    | Balalar Eurokorīnisī 2020, 26 settembre 2020                          |
| Malta                   | Chanel Monseigneur  | Chasing Sunsets     | Inglese            | Malta Junior Eurovision Song Contest 2020, 1º ottobre 2020            |
| Paesi Bassi             | Unity               | Best Friends        | Olandese, inglese  | Junior Songfestival 2020, 26 settembre 2020                           |
| Polonia (organizzatore) | Ala Tracz           | I'll Be Standing    | Polacco, inglese   | Szansa na sukces - Eurowizja Junior 2020, 27 settembre 2020           |
| Russia                  | Sofija Fes'kova     | My New Day          | Russo, inglese     | Akademija Eurovision 2020, 25 settembre 2020                          |
| Serbia                  | Petar Aničić        | Heartbeat           | Serbo, inglese     | Interno, 25 settembre 2020 per l'artista; 9 ottobre 2020 per il brano |
| Spagna                  | Soleá               | Palante             | Spagnolo           | Interno, 9 settembre 2020 per l'artista; 7 ottobre 2020 per il brano  |
| Ucraina                 | Oleksandr Balabanov | Vidkryvaj (Open Up) | Ucraino, inglese   | Nacvidbir 2020, 8 settembre 2020                                      |

## L'evento
La manifestazione si è svolta il 29 novembre 2020 alle 17:00 CET; vi hanno gareggiato 12 paesi. L'ordine d'uscita è stato reso noto il 23 novembre.
Negli Interval Acts si sono esibiti: Duncan Laurence, accompagnato da Viki Gabor e Roksana Węgiel, che hanno cantato Arcade, Alicja Szemplińska, artista originariamente designata per rappresentare la Polonia all'Eurovision Song Contest 2020, che ha cantato Empires accompagnata da un'esibizione di danza eseguita da Ida Nowakowska ed, infine, tutti i partecipanti che si sono esibiti con la common song Move the World.
| N° | Stato       | Artista             | Brano               | Punti | Posizione |
| -- | ----------- | ------------------- | ------------------- | ----- | --------- |
| 01 | Germania    | Susan               | Stronger with You   | 66    | 12        |
| 02 | Kazakistan  | Qaraqat Başanova    | Forever             | 152   | 2         |
| 03 | Paesi Bassi | Unity               | Best Friends        | 132   | 4         |
| 04 | Serbia      | Petar Aničić        | Heartbeat           | 85    | 11        |
| 05 | Bielorussia | Arina Pechtereva    | Aliens              | 130   | 5         |
| 06 | Polonia     | Ala Tracz           | I'll Be Standing    | 90    | 9         |
| 07 | Georgia     | Sandra Gadelia      | You Are Not Alone   | 111   | 6         |
| 08 | Malta       | Chanel Monseigneur  | Chasing Sunsets     | 100   | 8         |
| 09 | Russia      | Sofija Fes'kova     | My New Day          | 88    | 10        |
| 10 | Spagna      | Soleá               | Palante             | 133   | 3         |
| 11 | Ucraina     | Oleksandr Balabanov | Vidkryvaj (Open Up) | 106   | 7         |
| 12 | Francia     | Valentina           | J'imagine           | 200   | 1         |

| Pos. | Televoto    | Punti | Giuria      | Punti |
| ---- | ----------- | ----- | ----------- | ----- |
| 1    | Francia     | 112   | Francia     | 88    |
| 2    | Spagna      | 73    | Kazakistan  | 83    |
| 3    | Kazakistan  | 69    | Bielorussia | 73    |
| 4    | Paesi Bassi | 64    | Georgia     | 69    |
| 5    | Bielorussia | 57    | Paesi Bassi | 68    |
| 6    | Ucraina     | 54    | Spagna      | 60    |
| 7    | Serbia      | 50    | Ucraina     | 52    |
| 8    | Malta       | 49    | Malta       | 51    |
| 9    | Polonia     | 44    | Polonia     | 46    |
| 10   | Russia      | 44    | Russia      | 44    |
| 11   | Georgia     | 42    | Serbia      | 35    |
| 12   | Germania    | 39    | Germania    | 27    |

12 punti
| N. | A           | Da                              |
| -- | ----------- | ------------------------------- |
| 3  | Bielorussia | Kazakistan, Polonia, Serbia     |
| 3  | Francia     | Bielorussia, Malta, Paesi Bassi |
| 2  | Georgia     | Spagna, Ucraina                 |
| 2  | Kazakistan  | Georgia, Russia                 |
| 1  | Paesi Bassi | Germania                        |
| 1  | Serbia      | Francia                         |

## Portavoce
- Germania: Olivia
- Kazakistan: Sánııa Joljaqsynova
- Paesi Bassi: Robin de Haas
- Serbia: Darija Vračević (Rappresentante dello Stato al Junior Eurovision Song Contest 2019)
- Bielorussia: Ksenija Haleckaja
- Polonia: Marianna Józefina Piątkowska (Portavoce dello Stato anche nell'edizione precedente)
- Georgia: Marita Khvedelidze
- Malta: Leah Mifsud
- Russia: Mikella Abramova e Chrjuša (Portavoce dello Stato dal Junior Eurovision Song Contest 2018)
- Spagna: Melani García (Rappresentante dello Stato al Junior Eurovision Song Contest 2019)
- Ucraina: Sofija Ivan'ko (Rappresentante dello Stato al Junior Eurovision Song Contest 2019)
- Francia: Nathan Laface

## Trasmissione dell'evento e commentatori

### Televisione e radio
| Paese              | Emittente               | Stazione                 | Commentatori                          | Note          |
| ------------------ | ----------------------- | ------------------------ | ------------------------------------- | ------------- |
| Bielorussia        | BTRC                    | Belarus-1 Belarus 24     | Pavel Lazovik                         | [ 40 ]        |
| Francia            | France Télévisions      | France 2                 | Stéphane Bern Carla Lazzari           | [ 41 ]        |
| Georgia            | GPB                     | 1TV                      | Helen Kalandadze                      | [ 42 ]        |
| Germania           | ARD/ZDF                 | KiKA                     | Bürger Lars Dietrich                  | [ 43 ]        |
| Kazakistan         | KA                      | Khabar 24                | Qaldybek Jaısaqbaj Machabbat Ėsen     | [ 44 ]        |
| Lituania           | TVP                     | TVP Wilno                | Artur Orzech                          | [ 45 ]        |
| Malta              | PBS                     | TVM 1                    | Nessuno                               | [ 46 ]        |
| Macedonia del Nord | MRT                     | MRT 1                    | Eli Tanaskovska                       | [ 47 ]        |
| Nuova Zelanda      | World FM 88.2           | World FM 88.2            | Ewan Spence Ellie Chalkley            | [ 48 ]        |
| Paesi Bassi        | NPO                     | NPO Zapp                 | Jan Smit                              | [ 49 ]        |
| Polonia            | TVP                     | TVP1 TVP ABC TVP Polonia | Artur Orzech                          | [ 50 ] [ 51 ] |
| Regno Unito        | Radio Six International | Radio Six International  | Ewan Spence Ellie Chalkley            | [ 48 ]        |
| Russia             | VGTRK                   | Karusel                  | Anton Zor'kin                         | [ 46 ]        |
| Serbia             | RTS                     | RTS2                     | Tijana Lukić                          | [ 52 ]        |
| Spagna             | RTVE                    | La 1 TVE Internacional   | Tony Aguilar Eva Mora Víctor Escudero | [ 53 ] [ 54 ] |
| Ucraina            | UA:PBC                  | UA:Peršyj UA:Kultura     | Timur Mirošnyčenko                    | [ 55 ]        |

### Streaming
| Paese | Piattaforma |
| ----- | ----------- |
| Mondo | YouTube     |

## Ascolti
| Paese       | Telespettatori | Share | Note   |
| ----------- | -------------- | ----- | ------ |
| Francia     | 1 200 000      | 7,3%  | [ 56 ] |
| Germania    | 370 000        | 2,5%  | [ 57 ] |
| Paesi Bassi | 319 000        | 2,0%  | [ 58 ] |
| Polonia     | 6 000 000      | 32,6% | [ 59 ] |
| Russia      | 424 000        | 1,45% | [ 60 ] |
| Spagna      | 1 082 000      | 7,4%  | [ 61 ] |
| Ucraina     | 312 000        | —     | [ 62 ] |

## Stati non partecipanti
- Albania: l'8 settembre 2020 l'UER ha confermato ufficialmente il ritiro del paese dalla competizione.[63] Il successivo 17 settembre RTSH ha citato che il ritiro dalla competizione è dovuto alla pandemia di COVID-19.[64]
- Armenia: nonostante un'iniziale conferma,[65] il 5 novembre 2020 ARMTV ha confermato il ritiro del paese dalla competizione all'ultimo minuto citando come motivo la legge marziale introdotta in seguito alla guerra del Nagorno Karabakh scoppiata il 27 settembre 2020.[4]
- Australia: il 15 luglio 2020 SBS ha confermato il ritiro della manifestazione, a causa delle restrizioni ancora in vigore sui viaggi da e per l'Australia, dovute alla pandemia di COVID-19.[66]
- Belgio: il 27 dicembre 2019 VRT ha annunciato, attraverso un post pubblicato sull'account Twitter di Één, che non parteciperà a questa edizione.[67]
- Bulgaria: il 9 dicembre 2019 BNT ha annunciato che non è previsto al momento un ritorno nella competizione, poiché tutte le forze e gli interessi sono concentrati sulla manifestazione principale.[68]
- Cipro: il 23 luglio 2020 CyBC ha confermato che non avrebbe preso parte all'evento.[69]
- Croazia: l'11 luglio 2020 HRT ha confermato che non avrebbe preso parte all'evento.[70]
- Estonia: il 2 luglio 2020 ERR ha dichiarato che non avrebbe esordito in questa edizione.[71]
- Danimarca: il 15 aprile 2020 DR ha confermato che non ha alcun piano per il ritorno alla competizione.[72]
- Galles: nell'aprile 2020 S4C ha annunciato che nessuna decisione riguardo alla partecipazione alla manifestazione era stata ancora presa. Tale posizione è stata ribadita successivamente nel mese di luglio, citando che a causa della pandemia di COVID-19 le priorità dell'emittente nazionale sono profondamente cambiate.[73] Il 14 luglio 2020 l'emittente ha annunciato il ritiro dalla manifestazione, con la speranza di ritornare nella prossima edizione.[74]
- Grecia: dopo aver discusso su un possibile ritorno,[75] il 27 giugno 2020 ERT ha confermato che non avrebbe preso parte all'evento.[76]
- Irlanda: dopo un'iniziale conferma,[77] il 4 agosto 2020 TG4 ha confermato il ritiro dalla manifestazione, citando le restrizioni ancora in vigore sui viaggi da e per l'Irlanda, dovute alla pandemia di COVID-19.[78]
- Israele: il 13 luglio 2020 IPBC ha annunciato che non avrebbe preso parte all'evento.[79]
- Italia: nonostante una conferma iniziale subito dopo la fine dell'edizione del 2019, il 21 luglio 2020 la Rai ha confermato che non era stata ancora presa una decisione sulla partecipazione in questa edizione.[80] Il successivo 8 settembre l'UER ha confermato ufficialmente il ritiro del paese dalla competizione.[63] Tuttavia, alla fine dello stesso mese una portavoce della Rai ha affermato che l'emittente non ha ancora preso una decisione finale sulla partecipazione italiana all'evento.[81]
- Lettonia: il 13 giugno 2020 LTV ha annunciato che non avrebbe preso parte all'evento.[82]
- Macedonia del Nord: nel maggio 2020 la delegazione nazionale per il JESC aveva confermato che non era stata ancora presa una decisione sulla partecipazione in questa edizione. Il 27 luglio 2020 MRT ha annunciato il ritiro dalla competizione, dovuto alla pandemia di COVID-19.[83]
- Moldavia: il 21 luglio 2020 TRM ha confermato che non avrebbe preso parte all'evento.[84]
- Norvegia: il 14 giugno 2020 NRK ha confermato che non avrebbe preso parte all'evento.[85]
- Portogallo: nonostante un'iniziale conferma della partecipazione da parte di RTP,[86] l'8 settembre 2020, l'UER conferma ufficialmente il ritiro del paese dalla competizione.[63]
- Rep. Ceca: il 2 luglio 2020 ČT ha dichiarato che non avrebbe esordito in questa edizione.[71]
- Romania: il 2 luglio 2020 TVR ha annunciato che non parteciperà a questa edizione.[71]
- Scozia: nel giugno 2019 BBC Alba ha confermato che vi erano trattative per un esordio della Scozia nell'edizione 2020;[87] tuttavia, il 21 aprile è stato annunciato che il paese non avrebbe preso parte all'evento.[88]
- San Marino: il 2 luglio 2020 SMRTV ha annunciato che non parteciperà a questa edizione.[71]
- Slovenia: il 2 luglio 2020 RTV SLO ha annunciato che non parteciperà a questa edizione.[71]
- Svezia: il 15 gennaio 2020 SVT ha confermato che non parteciperà a questa edizione, senza tuttavia chiudere completamente le porte per le edizioni successive.[89]
- Svizzera: l'11 luglio 2020 SRF ha confermato che non avrebbe preso parte all'evento.[90]
- Turchia: il 24 luglio 2020 TRT ha dichiarato che non avrebbe debuttato in questa edizione.[91]